# Golpe de Pekín
El golpe de Pekín (en chino tradicional, 北京政變; pinyin, Běijīng Zhèngbiàn) fue un golpe de Estado que llevaron a cabo varios caudillos militares chinos reunidos en torno a Feng Yuxiang contra el presidente de la República, Cao Kun —también militar—, el 23 de octubre de 1924. La toma de la capital por Feng y sus aliados privó a Cao de la presidencia y causó la derrota de la camarilla de Zhili a manos de la de Fengtian encabezada por Zhang Zuolin en la Segunda Guerra Zhili-Fengtian.

## Antecedentes
Las relaciones entre Feng Yuxiang y Wu Peifu, el principal comandante de la camarilla de Zhili, eran tensas. Ambos se habían enfrentado por el control de cierto importante impuesto capitalino que Feng había logrado finalmente en 1923 para financiar el mantenimiento de sus tropas, además de haber mantenido una serie de desavenencias a comienzos de la década. Cuando, en septiembre de 1924, estalló la guerra entre los gobernadores militares de Jiangsu —apoyado por Wu— y Zhejiang —respaldado por Zhang Zuolin—, el conflicto se extendió a las camarillas principales del país y precipitó la Segunda Guerra Zhili-Fengtian.
Zhang declaró la guerra a Wu y al Gobierno de Pekín que controlaba y marchó al sur en auxilio del gobernador militar de Zhejiang, el único superviviente de la camarilla de Anhui, que, sin embargo, fue vencido por sus enemigos antes de que la intervención de Zhang pudiese evitarlo. Las desavenencias entre los caudillos victoriosos de Zhili, no obstante, favoreció a Zhang, que pudo avanzar en tres direcciones para enfrentarse a Wu: a lo largo del ferrocarril Pekín-Mukden en dirección a Shanhaiguan, a través de Jehol hacia Mongolia y a través de la misma provincia en dirección a Pekín. La ofensiva por Jehol hacia Mongolia encontró escasa oposición.
Wu dividió sus fuerzas en tres grupos y asignó a Feng el mando del 3.er Ejército, que debía marchar contra Zhang a través de Jehol. Esta fuerza debía detener el flanco derecho de Zhang y evitar su marcha sobre la capital. Anteriormente, Feng se había negado a trasladar sus fuerzas al sur para participar en la guerra en Jiangsu y Zhejiang. Feng, convencido de que la contienda en el Yangzi no le beneficiaría de ningún modo independientemente de cuál fuese el resultado y de que la lucha por el poder se dirimiría en el norte, permaneció en la capital. A pesar de que Wu entregó a Feng cien mil dólares a comienzos de septiembre, este se quejó de falta de fondos y armamento y pronto se comenzó a rumorear que se declararía neutral y no participaría en la lucha. Sospechando de la lealtad de Feng, Wu asignó unos oficiales que debían velar por su fidelidad a la camarilla pero que, en realidad, estaban confabulados con Feng. Este contaba también con la ayuda del vicecomandante de la guarnición de Pekín, que se reunió con Feng el 10 de septiembre y se mostró dispuesto a colaborar en sus planes para atacar a Cao Kun —dirigente de la camarilla y presidente de la república— y Wu. A pesar de que Feng había comenzado a negociar con Zhang antes de partir de la capital el 23 de septiembre, por esas fechas aún no había un pcto firme entre ambos. Feng mantuvo además otras reuniones con los demás mandos involucrados en el plan de insurrección que, a mediados de octubre, estaba listo. Por su parte, Japón, que no deseaba la derrota de Zhang, apoyó y financió el levantamiento de Feng; los medios de comunicación japoneses anunciaron el golpe el día antes de que se produjese. El dinero para el soborno de Feng —entre uno y dos millones y medio de yenes según las fuentes— lo obtuvo Zhang de los japoneses —a través del Ferrocarril del Sur de Manchuria— y fueron estos los que se encargaron de hacérselo llegar. Un oficial japonés destacado con Feng participó asimismo en el diseño del golpe. Por otra parte, Feng contaba con la cooperación del gobernador militar de Shanxi, Yan Xishan, que prometió a bloquear la llegada de refuerzos a Wu desde el sur.
La motivación de Feng, además de los desacuerdos entre él y Wu, se debía al hecho de que tenía poco que ganar si Wu lograba derrotar a Zhang; la victoria de la camarilla de Zhili probablemente hubiese extendido el control de Wu a la capital y hubiese relegado a Feng al Jehol. Por otro lado, una victoria aplastante de Zhang tampoco le convenía, ya que hubiese perdido su autonomía.

## El golpe
Mientras el propio Wu planeaba ocuparse del frente principal en Shahaiguan, ordenó a Feng marchar a Jehol para enfrentarse a las fuerzas de Zhang que avanzaban por la provincia. El 21 de septiembre, las primeras unidades de Feng partieron hacia el frente y el propio Feng abandonó la capital dos días más tarde. El avance de sus tropas hacia el norte era lento y Feng destacó diversas tropas en localidades del camino. Su renuencia a participar en el conflicto era patente y ni siquiera llevó consigo todas sus fuerzas o medicamentos para estas al abandonar la capital camino del frente. Feng había acordado además con Zhang que sus fuerzas no entrarían en combate, lo que permitió a este concentrar sus unidades en la derrota de los otros dos ejércitos de Wu.
El 11 de octubre, Wu tomó personalmente el mando de las fuerzas de la camarilla que combatían en Shanhaiguan y ordenó en vano a Feng y al comandante del 2.º Ejército que atacasen el flanco de Zhang desde el noroeste. Cao rechazó la petición de Wu de abandonar el mando del frente para enfrentarse a los comandantes insubordinados, lo que mantuvo el bloqueo en el frente de Shanhaiguan.
Cuando la situación del 1.er Ejército, que agrupada al grueso de las fuerzas de la camarilla, pareció desesperada y se encontraba a punto de ser derrotado por las unidades de Zhang, Feng ordenó a sus fuerzas partir hacia Pekín a marchas forzadas, la tarde del 20 de octubre. Una de sus brigadas marchó a cortar el ferrocarril que unía la capital con el sur mientras otras fuerzas impedían la retirada a Wu.

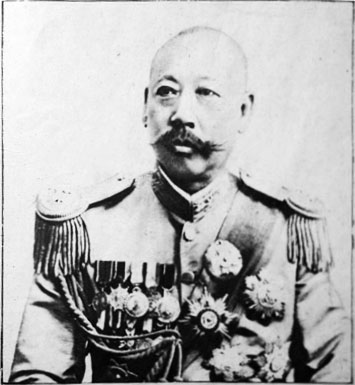
El presidente Cao Kun, derrocado por Feng, era el principal militar de la camarilla de Zhili; había alcanzado la presidencia de la república mediante el soborno de los diputados, con ayuda del propio Feng y la oposición de Wu.

En la capital, el vicecomandante confabulado se aseguró de que las tropas de Feng no encontrasen resistencia; pronto las comunicaciones quedaron en manos de los alzados. Se rodeó la residencia del presidente y se ocuparon los ministerios; la mañana del 23 de octubre, la capital amaneció ocupada por los soldados de Feng. Ese día y el siguiente, Feng publicó varias proclamas condenando las guerras entre caciques militares y deplorando la situación del país. Exigió el fin de la influencia de los militares en la política nacional, la implantación de la paz y la reunión de una conferencia para lograr esta. El 24 se forzó a Cao a decretar el fin de los combates y a destituir a Wu de varios de sus cargos oficiales.
El 25 de octubre, las fuerzas de Feng cambiaron de nombre y se convirtieron en el Ejército Popular Nacional (Guominjun), del que Feng era comandante en jefe mientras que sus dos aliados principales en el golpe mandaban otras dos unidades del nuevo ejército. Sus proclamas de que estas fuerzas no servían ya a ningún caudillo militar sino solo a la república, fueron recibidas, empero, con escepticismo.
Wu trató de contraatacar escogiendo ciertas tropas para marchar a Tianjin donde esperaba recibir refuerzos de las provincias afines del Yangzi; los gobernadores militares de Shandong y Shanxi lo impidieron y, ante la derrota de sus fuerzas en el norte a manos de Zhang, Wu se vio obligado a embarcarse con sus escasas fuerzas y huir al sur. En efecto, el 30 de octubre, amenazado en la retaguardia, sin esperanzas de obtener refuerzos e incapaz de romper el frente, Wu ordenó la retirada. Numerosas fuerzas optaron por rendirse y Wu marchó con el resto primero a Tianjin y más tarde al sur. Wu nunca llegó a recuperarse completamente de esta derrota. Se refugió primero en Hankou y luego en su antiguo cuartel general en Loyang.
El 2 de noviembre, Feng obligó a dimitir de la presidencia de la república a Cao —al que acusó de soborno—, que quedó arrestado. El 5 de noviembre, uno de los subordinados de Feng se presentó en la Ciudad Prohibida y exigió la marcha del antiguo emperador, Puyi. Feng impuso además un nuevo tratado entre el antiguo monarca y la república que reducía sus privilegios y compensaciones. Puyi se refugió en Tianjin.
Entre el 11 y el 16 de noviembre tuvo lugar una conferencia entre Feng, Zhang y Duan Qirui en la que se decidió nombrar a este último presidente interino. A finales de noviembre, tomó posesión un nuevo Gobierno con Duan —projaponés, sin poder militar propio, aceptable para las fuerzas de Zhili en el Yangzi y figura de consenso entre Feng y Zhang— a la cabeza que permitió la huida de Puyi a la concesión japonesa. Su expulsión de la Ciudad Prohibida, sin embargo, puso fin a los posibles intentos de restauración monárquica. Al mismo tiempo, Sun Yatsen aceptó la invitación de los vencedores para trasladarse al norte con el objetivo de tratar la reunificación del país.

## Consecuencias
El golpe y la consecuente derrota de Wu produjo el fin del control del Gobierno nacional por la camarilla de Zhili, el arresto de su caudillo, Cao Kun y la pérdida de control de la región capitalina, que Wu tuvo que ceder a Feng para refugiarse en el Yangzi.
El apogeo de Zhili dio paso a una inestable alianza entre Feng Yuxiang, que pasó a controlar la capital, y Zhang Zuolin, que extendió pronto su dominio a las provincias costeras hasta en Yangzi. Poco después ambos asumieron cargos que les otorgaron respectivamente el control de las provincias noroccidentales y nororientales. Supuso además la reaparición del caudillo de la camarilla de Anhui, Duan Qirui, en precario equilibrio entre los dos caciques militares. Los acuerdos entre los vencedores favorecieron principalmente a Zhang y dejaron a Feng como socio menor de la alianza.
Por otra parte, el fallecimiento poco después de Sun Yatsen eliminó la posibilidad de negociar con él la reunificación de las provincias del sur.